# Хронология Азербайджанской Демократической Республики
В данной статье приведены основные события из истории Азербайджанской Демократической Республики, а также события напрямую связанные с появлением и существованием республики. Все события следуют в хронологическом порядке.

## Предыстория

### 1917

#### Февраль
- 27 февраля — Февральская буржуазно-демократическая революция[1]

#### Март
- 3 марта — Создание Тюркской Партии Децентрализации или Партии тюркских федералистов во главе с Насиб беком Усуббуковым  в Елизаветполе (Гянджа)[2]
- 9 марта — Ликвидация наместничества на Кавказе; Образование Особого Закавказского Комитета из депутатов Государственной Думы от Закавказья[3]

#### Апрель
- 15-20 апреля — Съезд мусульман Кавказа в Баку

#### Май
- 1-11 мая — I Всероссийский съезд мусульман в Москве[4]

#### Июнь
- 20 июня — Объединение партии "Мусават" и тюркских федералистов под общим названием "Партия тюркских федералистов Мусават"[5][6]

#### Октябрь
- 15 октября — Заседание Бакинского Совета рабочих и солдатских депутатов[7]
- 22 октября — Выборы в Бакинский Совет рабочих и солдатских депутатов[8]
- 25-31 октября — I съезд партии Мусават[9]
- 25 октября — Октябрьский большевистский переворот в Петрограде[10]
- 27 октября — Расширенное заседание Бакинского Совета рабочих и военных депутатов[11]
- 31 октября — Объявление Бакинского Совета единственным революционным органом власти[11]

#### Ноябрь
2 ноября — Захват руководства Исполнительным комитетом
15 ноября — Организация Закавказского комиссариата
26 ноября — Выборы во Всероссийское Учредительное Собрание

#### Декабрь
5 декабря — Эрзинджанское перемирие между командованием Кавказского фронта Турецкой Армии и Закавказским комиссариатом
12-13 декабря — Выборы в Бакинский Совет рабочих и военных депутатов
18 декабря — Назначение В. Лениным С. Шаумяна Чрезвычайным комиссаром Кавказа

### 1918

#### Январь
7-9 января — Столкновение между солдатами Российской Армии и воинскими частями Закавказья на станциях Шамхор и Далляр

#### Февраль

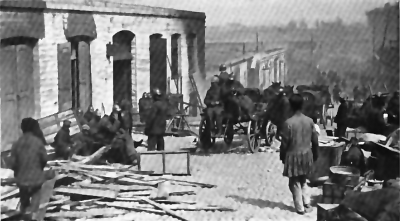
Последствия резни в Баку, март 1918 года

23 февраля - Открытие Закавказского Сейма

#### Март
7 марта — Принятие Закавказским сеймом аграрного закона
14-20 марта — Проведение Трабзонской конференции между Закавказским сеймом и Турцией
31 марта — Резня азербайджанцев в Баку

#### Апрель
13 апреля — Принятие Закавказским Сеймом решение об объявлении войны Турции
20 апреля — Отступление Закавказских войск под командованием князя Магалова в Кюрдамир 
22 апреля  — Провозглашение  независимости Закавказской Федеративной Демократической Республики
25 апреля — Образование Бакинского Совета Народных Комиссаров
26 апреля — Утверждение Сеймом нового состава Закавказского Правительства, во главе с Чхенкели
30 апреля — Ликвидация Бакинской Городской Думы

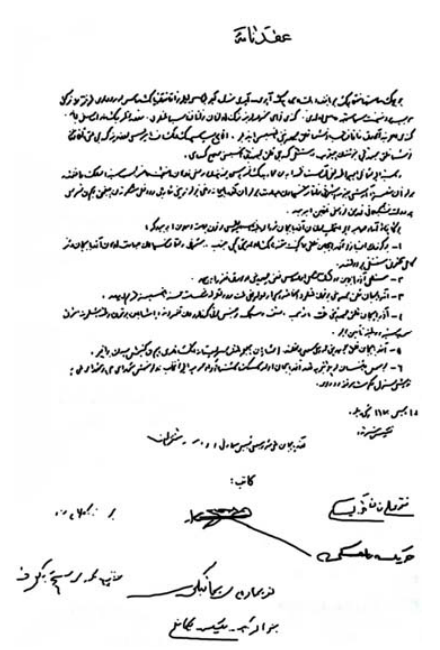
Оригинал текста Декларации Независимости

## История

### 1918

#### Май
11 мая  — Начало Батумской мирной конференции
26 мая — Съезд Советов крестьянских депутатов Бакинского уезда
26 мая — Последнее заседание Закавказского Сейма. Принятие решения о роспуске Закавказского Сейма
27 мая — Создание Национального Совета Азербайджана
28 мая — Принятие "Акта о независимости Азербайджана". Образование Азербайджанской Демократической Республики
28 мая  — Сформирование I правительства  АДР Фатали ханом Хойским

#### Июнь
4 июня — Заключение договора между Азербайджаном и Турцией о мире и дружбе
5 июня — Вступление турецкой армии в Елизаветполь (Гянджа) 
16 июня — Переезд Национального Совета и правительства Азербайджанской Демократической Республики из Тифлиса в Елизаветполь (Гянджа)

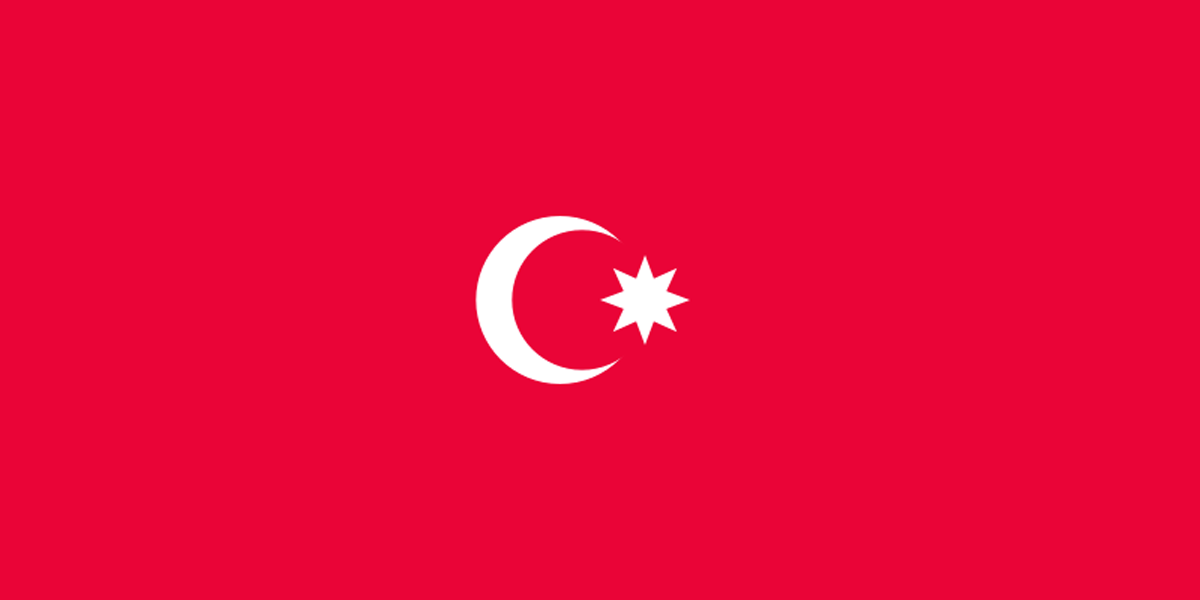
Первый флаг АДР

17 июня — Роспуск Национального Совета и первого правительства АДР
18 июня — Сформирование II правительства Фатали хана Хойского
23 июня  — Объявление военного положения в Азербайджане
26 июня — Образование Закатальской губернии
26 июня — создание Азербайджанской Национальной Армии
27 июня — Битва под Геокчаем, окончившаяся победой Кавказской исламской армии над войсками Бакинского Совета
27 июня — Объявление азербайджанского языка государственного языком Азербайджанской Республики
30 июня — Возвращение Елизаветполю исторического названия – Гянджа

#### Июль
10 июля — Освобождение Кюрдамира Кавказской исламской армией
25 июля — Принятие Бакинским Советом резолюции о приглашении англичан в Баку
31 июля — Ликвидация Совета Народных Комиссаров

#### Август
1 августа — Создание «Диктатуры Центрокаспия»
4 августа — Прибытие в Баку английского отряда во главе с генералом Денстервилем
11 августа — Постановление азербайджанского правительства о всеобщей мобилизации в Азербайджане

#### Сентябрь
4 сентября — Вывод английских войск из Баку
9 сентября — Принятие закона о Государственном флаге АДР
15 сентября — Освобождение Баку Кавказской исламской армией
17 сентября — Переезд азербайджанского правительства в Баку

#### Октябрь
5 октября — Принятие постановления о денационализации нефтяной промышленности

#### Ноябрь

Флаг АДР, принятый 9 ноября 1918 года

7 ноября — Учреждение Военного Министерства Азербайджана
9 ноября — Принятие нового государственного флага
16 ноября — Восстановление Национального Совета Азербайджана
Ноябрь — Перевод азербайджанского отделения Горийской семинарии в Газах
17 ноября — Прибытие генерал Томсона во главе союзных войск в Баку
19 ноября — Принятие закона об образовании азербайджанского парламента
29 ноября — Образование "Английского морского транспорта" и переход торговых судов Каспийского флота в распоряжение английского командования

#### Декабрь
7 декабря — Открытие парламента АДР
7 декабря — Роспуск второго состава правительства
15 декабря — Восстановление деятельности Бакинской рабочей конференции
24-26 декабря — Всеобщая стачка Бакинской рабочей конференции
26 декабря — Образование III правительственного кабинета во главе с Фатали ханом Хойским 
26 декабря — Заключение транзитного договора с Грузией
28 декабря — Декларация генерал-губернатора Баку Томсона о признании правительства Фатали ханом Хойского единственно законной властью в Азербайджане.

### 1919

#### Январь
15 января — Создание Главного штаба Вооруженных Сил Азербайджанской Республики. Учреждение Карабахского генерал губернаторства.

#### Февраль
4 февраля — Создание аграрной комиссии
25 февраля — Отставка Фатали хана Хойского и роспуск правительства 

#### Апрель
14 апреля — Утверждение IV правительственного кабинета во главе с Насиб беком Усуббековым
24 апреля — Замена генерала Томсона на посту командующего союзными войсками в Азербайджане генералом Шательвортом

#### Май
28 мая — Азербайджанская делегация на Парижской мирной конференции
31 мая — Принятие правительственного постановления об образовании Арбитражного органа

#### Июнь
11 июня — Образование Комитета Государственной Обороны во главе с Насиб беком Усуббековым.
14 июня — Введение военного положения на территории Азербайджана
27 июня — Ратификация азербайджанским парламентом азербайджано-грузинского договора о совместной защите территориальной целостности двух государств

#### Август
11 августа — Принятие парламентом Закона об азербайджанском гражданстве
19 августа — Заключение англо-иранского договора
24 августа — Начало вывода англичан из Баку
28 августа — Принятие закона об учреждении Азербайджанского Государственного Банка

#### Сентябрь
1 сентября — Создание Азербайджанского государственного университета (нынешний БГУ)
13 сентября — Отставка Насиб бека Усуббекова
25 сентября — Открытие I съезда крестьян Казахского уезда

#### Октябрь
25 октября — Открытие Азербайджанского Государственного Банка

#### Ноябрь
23 ноября — Заключение Тифлисского соглашения между Азербайджаном и Арменией

#### Декабрь
2-11 декабря — II съезд партии "Мусават"
22 декабря — Утверждение парламентом V правительственного кабинета во главе с Насиб беком Усуббековым.

### 1920

#### Январь
2 января — Нота Г.Чичерина Фатали хану Хойскому с предложением заключить военный союз против Деникина
11 января — Верховный Совет Парижской мирной конференции принял решение о признании де- факто независимости Азербайджана
14 января — Ответная нота Ф. Хойского Г. Чичерину о невмешательстве Азербайджана во внутренние дела России
23 января — Вторая нота Г. Чичерина

#### Февраль
1 февраля — Вторая нота Ф. Хойского Чичерину с требованием безоговорочного признания независимости и суверенитета Азербайджанского государства
11-12 февраля — I съезд Коммунистической партии Азербайджана
18 февраля — Отставка М. Г. Гаджинского с поста министра внутренних дел

#### Март
20 марта — Подписание азербайджано-иранского договора о мире и дружбе, по которому иранское правительство признавало де – юре независимость Азербайджана
23 марта — Отставка министра труда и земледелия А. Пепинова. Заключение торгового договора между Азербайджаном и Грузией.

#### Апрель
9 апреля — Отставка министра почт и телеграфа Дж. Гаджинского. Проведение конференции между Азербайджаном, Грузией и Арменией.
15 апреля — Нота Хойского  Чичерину об озабоченности Азербайджана концентрацией войск Российского Советского правительства у своих границ.
27 апреля — Вторжение XI Красной Армии на территорию АДР. Последнее заседание парламента АДР, на котором был принят ультиматум о сдаче власти
28 апреля 
- Битва при Яламе
- Падение АДР. Провозглашение Советской власти в Азербайджане. Создание Азербайджанской Советской Республики [69][70]

## См.также
- Хронология истории Азербайджана
- Независимость Азербайджана
- 1991 год в Азербайджане